# Plantu
Jean Plantureux, dit Plantu, est un dessinateur de presse, caricaturiste et artiste français né le 23 mars 1951 à Paris.

## Biographie

### Jeunesse
Jean Plantureux est le fils d'un dessinateur industriel à la SNCF. Il suit sa scolarité à l'école Patay (13e arrondissement), où il reçoit régulièrement des prix d'excellence ou d'honneur (et même un prix de Camaraderie décerné par les élèves eux-mêmes), puis au lycée Henri-IV, où il obtient son baccalauréat (série D) en 1969.
Alors qu’il souhaite étudier le théâtre ou la bande dessinée, ses parents l'inscrivent dans une école de médecine. Deux ans plus tard, en 1971, il se rend à Bruxelles pour suivre les cours de dessin de l'école Saint-Luc. Un de ses professeurs, le dessinateur Eddy Paape, dit de lui : « Je l'ai beaucoup apprécié pour sa gentillesse, son calme, son assiduité ».

### Débuts dans le dessin de presse
À Bruxelles, pour payer ses études, Plantu propose des planches à Panurge (journal pour les étudiants) et Bonne Soirée (qui lui consacre même trois pages d'interview). Mais, tenaillé par les difficultés financières, il renonce à la bande dessinée et souhaite tenter sa chance en France.
De retour à Paris, après avoir vendu des meubles aux Galeries Lafayette, Plantu propose ses dessins à plusieurs quotidiens avant d'être engagé au journal Le Monde. Le 1er octobre 1972, Bernard Lauzanne, rédacteur en chef du quotidien, publie le premier dessin de Plantu, consacré à la guerre du Viêt Nam, une colombe avec un point d'interrogation dans le bec. En 1974, Claude Julien, directeur du Monde diplomatique, sollicite Plantu pour publier ses dessins sur des sujets du Tiers-Monde dans son journal.
Plantu entame en 1980 une collaboration avec le journal Phosphore, pour lequel il dessinera jusqu'en 1986. Il a également dessiné pour d'autres journaux de jeunes, comme 20 ans et Union.
En 1982, André Laurens, directeur du Monde, et Claude Lamotte, rédacteur en chef, demandent à Plantu un dessin chaque samedi, publié en une du quotidien. Son tout premier dessin en une du journal est publié le 14 janvier 1978.
Plantu participe jusqu'en septembre 1987 à l'émission de Michel Polac, Droit de réponse, diffusée sur TF1.
En 1985, le directeur de la publication du Monde, André Fontaine, impose la quotidienneté des dessins de Plantu en une pour, selon lui, « rendre sa place à la tradition française des dessins politiques »[réf. nécessaire].
En 1987, la caricature de Plantu dans Le Monde, à propos de l'affaire Gordji, affecte durablement Gilles Boulouque, le magistrat instructeur des attentats de 1986.

### Reconnaissance internationale
Plantu obtient en 1988 le prix Mumm pour son dessin Gordji chez le juge, et le prix de l'Humour noir en 1989. Il collabore depuis 1991 à l'hebdomadaire L'Express qui lui consacre chaque semaine l'intégralité de sa troisième page.
Plantu fait la rencontre de Yasser Arafat en 1990 lors d'une exposition de ses dessins à Tunis, et le fait réagir à ses dessins.
En 1992, Plantu se rend à Jérusalem et fait la rencontre du ministre des Affaires étrangères israélien, Shimon Peres. Ce dernier signe un de ses dessins auparavant signé par le numéro un de l'OLP. Plantu obtient le prix du Document rare au Festival du Scoop d’Angers, pour avoir fait apposer sur le même dessin les signatures de Yasser Arafat et Shimon Peres, symbole d’un dialogue possible et pacifiste entre les deux hommes et ce, un an avant les Accords d'Oslo. À Amman, Plantu fait réagir le Président de la République française François Mitterrand et le roi Hussein de Jordanie lors d'une conférence de presse sur un de ses dessins sur le Proche-Orient.
En 2006, Plantu et le Secrétaire général de l'ONU, Kofi Annan(prix Nobel de la Paix en 2001) organisent à New York un colloque qui sera à l’origine de la création de l’association Cartooning for Peace (Paris), association qui défend la liberté d'expression des dessinateurs de presse dans le monde entier, qui regroupe à ce jour plus de 200 dessinateurs et propose des expositions, conférences, activités pédagogiques à l’international. Depuis sa création, de nombreuses publications, expositions, rencontres avec les jeunes, émissions de tv et des dessinateurs du monde entier, de confessions religieuses ou philosophiques différentes sont réalisées. Différents prix sont décernés à l'association basée à Paris.
Dans ce cadre, en décembre 2010, l'association Cartooning for Peace reçoit notamment pour son action, le prix Doha, capitale culturelle arabe, décerné par l’ambassadeur du Qatar, Mohamed Al Kuwari. Dans son discours de remerciement, Plantu déclare : « Aujourd’hui, il est de plus en plus difficile d’exprimer une opinion personnelle et Doha a montré à quel point les relations entre le monde occidental et le monde musulman sont riches de rencontres. Plus nous aurons l’occasion d’organiser ces rencontres avec des dessinateurs de presse, plus nous apprendrons sur la culture des autres ».
En 2010, Plantu obtient le 1er prix du 10e Concours international du dessin éditorial du Comité canadien de la liberté de la presse avec son dessin de Mahomet « Je ne dois pas dessiner » et en février 2011, il remporte le 2e prix du XIIIe Porto Cartoon World Festival pour son dessin sur l’expulsion des Roms.
En avril 2013, Plantu reçoit le prix Markiezenaward pour l’ensemble de sa carrière, décerné par la FECO Hollande et le Dutch Cartoon Festival.
En septembre 2013, Plantu reçoit le diplôme honoris causa de l'université de Liège en Belgique.
En juillet 2016, Plantu remporte le 3e prix du XVIIIe Porto Cartoon World Festival pour son dessin Viva Utopia.
Il est membre de l'Académie royale de Belgique.
En décembre 2016, Plantu est élu membre honoraire de l’Académie des Arts de Russie.
En décembre 2017, Cartooning for Peace reçoit le Prix coup de cœur de la Fondation Positive Planet pour son action pédagogique internationale.
En 50 ans de carrière, il a été à l’initiative d’un dialogue démocratique et un fervent défenseur des libertés en France comme aux quatre coins du monde, au travers de rencontres avec jeunes, grand public, spécialistes, expositions, reportages, films, publications et notamment avec plus de 65 recueils de ses dessins (Le Monde éditions, Le Seuil, Calmann-Lévy, etc.).

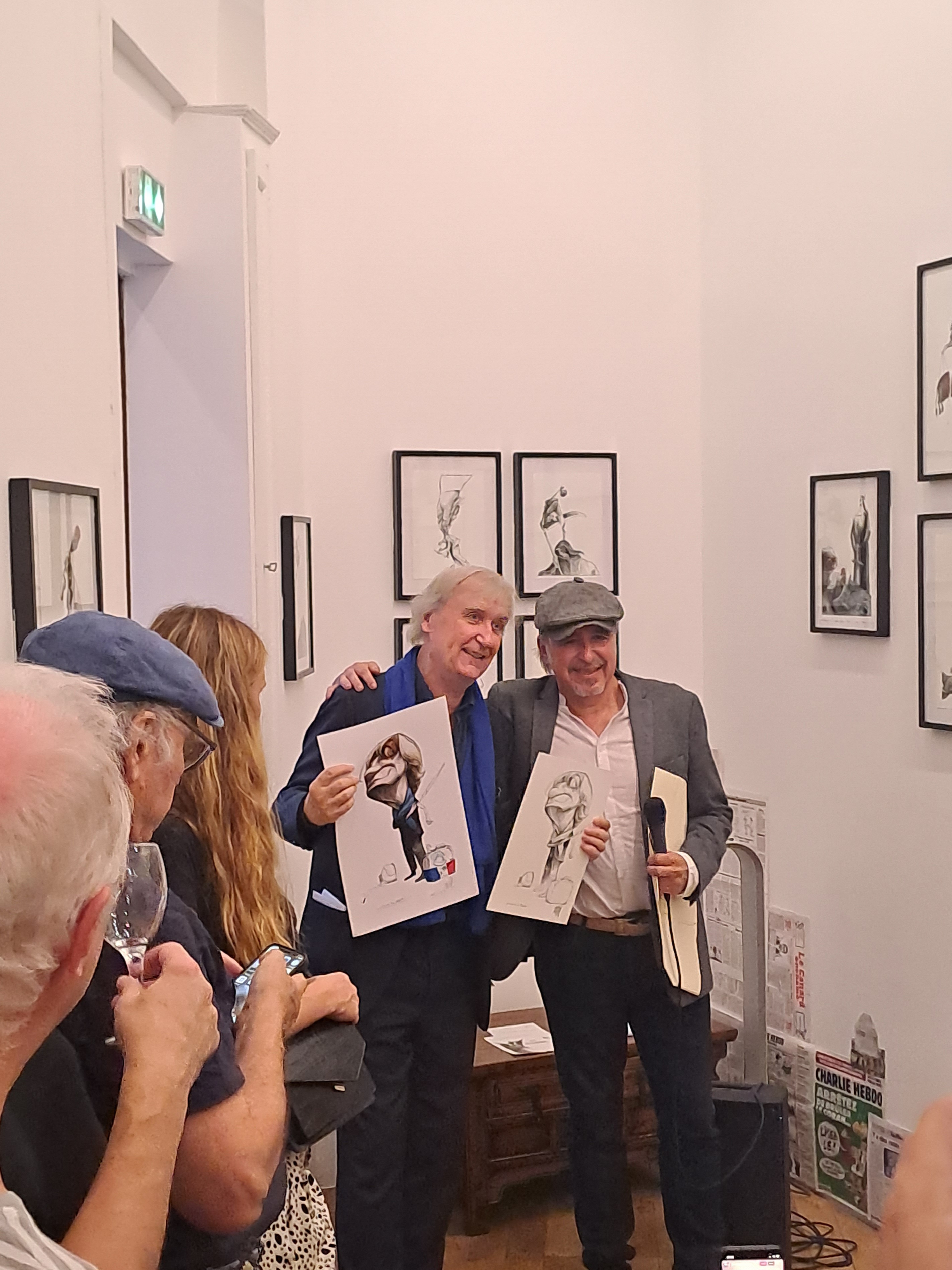
Plantu reçoit de Boligán une caricature le représentant, lors du vernissage d'une exposition d'œuvres de ce dernier, en septembre 2023 à la galerie Artivistas à Paris.

En 2018, il fait don de « l’essentiel » de sa collection de dessins à la Bibliothèque nationale de France (don de 500 dessins). La BnF rend hommage à Plantu par une exposition d’œuvres originales, dans la galerie des donateurs. Courant 2019, la collection est inventoriée, numérisée et rendue accessible en ligne.
En 2019, il crée la fondation Plantu qui œuvre pour l’égalité des chances par le biais de la Culture.
Pendant le confinement lié à la covid, il dessine sans relâche ce monde en pleine mutation qui donnera le jour à une exposition itinérante dans les hôpitaux français (présentées dans plus de 30 hôpitaux en France, depuis août 2020) et à un travail original avec le photographe Reza dont une projection monumentale, un ouvrage (publié chez Gallimard) et une exposition itinérante (2021-2022). Il devient par ailleurs parrain de la promotion Germaine Poinso-Chapuis des élèves directeurs d'hôpital de l'EHESP.
Fin mars 2021, Plantu termine sa carrière au journal Le Monde après 50 ans de travail laissant la place à la Une, à ses confrères du collectif Cartooning for Peace.

### Reconnaissance et polémiques

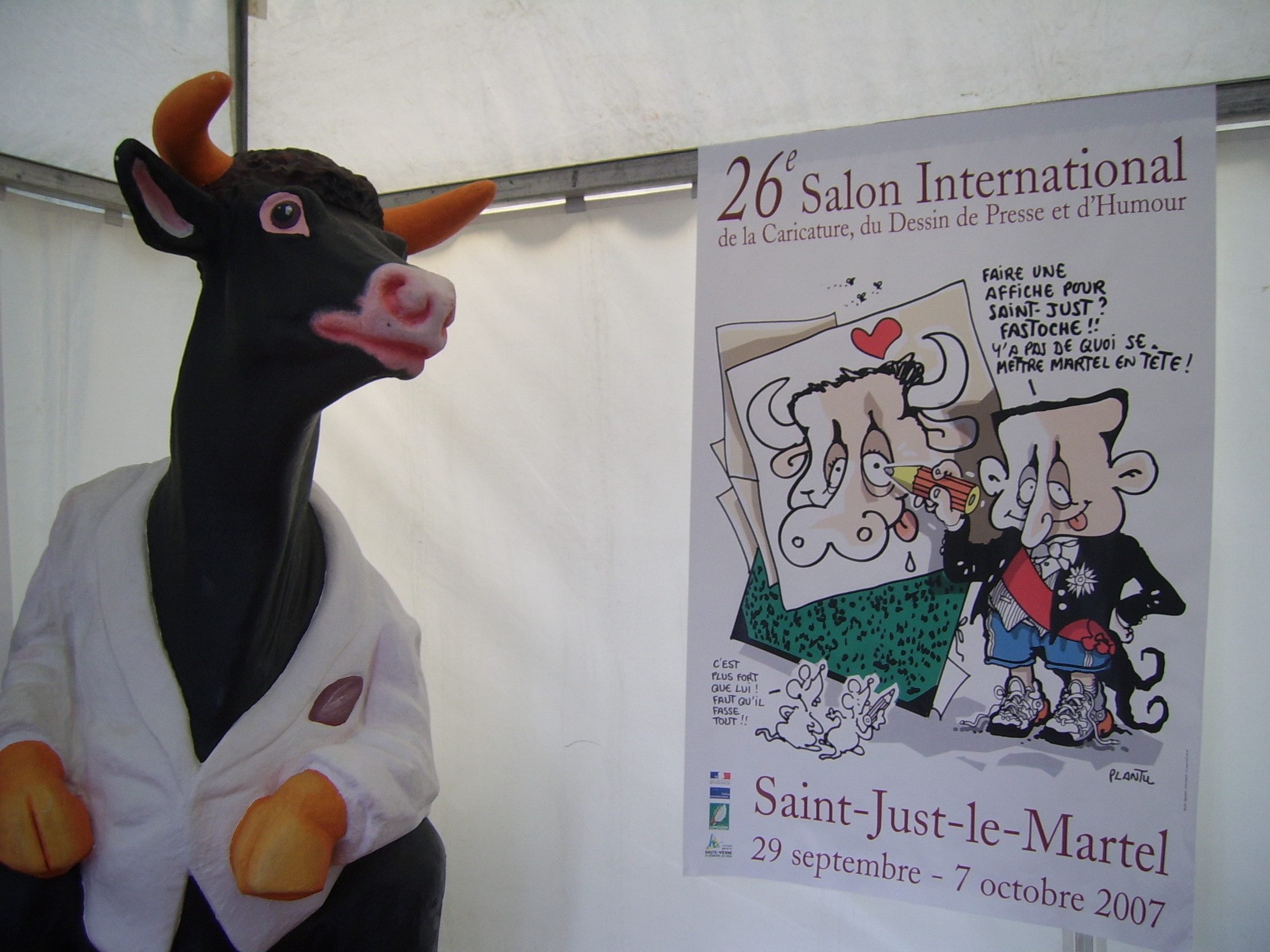
Plantu a réalisé l'affiche du 26e Salon international du dessin de presse et d'humour de Saint-Just-le-Martel en 2007, dont il a obtenu le Grand Prix de l'humour vache l'année précédente.

En 1995, la nouvelle mise en page du Monde l'empêche désormais d'avoir le choix du sujet de ses dessins. Il se soumet au choix du directeur de la rédaction, Edwy Plenel, en fonction de la une.
Il fait exposer à la Cour de cassation de Paris ses originaux et sculptures sur la justice en 1996, et reçoit la même année le prix international Gat Perich de la caricature. Une mise aux enchères de ses œuvres est organisée peu de temps après à l'Hôtel Drouot à Paris.
En 1998, la Poste émet un timbre illustré par Plantu en hommage à l'ONG Médecins sans frontières, tiré à 8 millions d'exemplaires et vendu trois francs. L'Unesco publie la même année plusieurs dizaines de portfolios de dessins de Plantu en langues étrangères, en l'honneur du cinquantenaire de la Déclaration universelle des droits de l'homme. En 2005, La Poste fait à nouveau appel au dessinateur pour l'émission hors programme sur le 60e anniversaire de la libération des camps de concentration, émis le 24 avril 2005, jour du souvenir des déportés en France.
Une polémique éclate en septembre 2000 au sujet de l'un de ses dessins avec le président de la République française et Marianne, à l'occasion de la soirée du référendum sur France 2. Le dessin met en scène une Marianne assoupie, « prise en levrette » par le président Jacques Chirac s'interrogeant : « C'est pas vrai qu'elle dort ??? », dans un contexte judiciaire tendu : la Cour de cassation vient de statuer sur l'immunité d'un président en exercice, en référence à l'affaire des malversations et emplois fictifs du RPR des années 1990.
En 1991, il commence sa collaboration au sein de l'hebdomadaire L'Express et publie un dessin par semaine.
Plantu fête en 2002 ses 54 800 dessins publiés et les 30 ans de sa collaboration avec Le Monde.
En 2006, il prend position lors de l'affaire des caricatures de Mahomet en faveur de l'autocensure, évoquant la « responsabilité journalistique du dessinateur », ce qui lui sera reproché par l'ancien rédacteur en chef de Charlie Hebdo Philippe Val en 2019 dans l'émission On n'est pas couché.
Son œuvre fait l'objet de nombreuses expositions, en 2008 elle est présentée au musée Yves-Brayer avec l'exposition Daumier Plantu aux Baux-de-Provence.
En 2009, une autre polémique éclate à propos d'un dessin de Plantu dans lequel le Christ distribue des préservatifs à une mer d'Africains.
En janvier 2011, une caricature comparant Marine Le Pen et Jean-Luc Mélenchon, parue dans L'Express déclenche la colère du président du Parti de Gauche. Sur cette caricature, lui et la présidente du Front national lisent le même slogan : « Tous pourris ». Ils portent chacun un brassard rouge, l'un marqué « FN », l'autre marqué d'un poing levé. Jean-Luc Mélenchon se dit blessé par cette caricature : il dénonce un « odieux amalgame », « stupide politiquement » et « blessant sur le plan humain ».
En octobre 2012, Le Monde publie un numéro spécial entièrement illustré par Plantu en hommage à ses quarante ans de collaboration et ses dix-neuf mille dessins publiés.
De décembre 2012 à décembre 2013, Plantu et Cartooning for Peace ont coordonné chaque semaine dans Le Monde une page de dessins de presse illustrée par des dessinateurs du monde entier sur un sujet d'actualité.
Parmi les nombreux prix et reconnaissances, en Belgique, il est docteur honoris causa de l’Université de Liège en 2013 et membre associé de l’Académie royale de Belgique depuis 2016
Du 4 juin 2016 au 28 août 2016, au Palais des arts et du festival à Dinard, il participe à une grande exposition rétrospective « Dessins pour la Paix », organisée par Cartooning for Peace et la mairie de Dinard. Du 30 mars au 20 mai 2018, la Bibliothèque nationale de France présente une exposition d'environ 150 de ses dessins. En 2019, Plantu fait don de 500 dessins originaux et dépose l'ensemble de sa collection à la BnF. Courant 2019, la collection est inventoriée, numérisée et rendue accessible en ligne.
Plantu prend sa retraite au journal Le Monde le 31 mars 2021, après son soixante-dixième anniversaire.
Le 7 janvier 2025, Plantu publie un dessin établissant un parallèle sur l'antisémitisme entre Jean-Marie Le Pen et Jean-Luc Mélenchon, reprenant l'idée de sa caricature de janvier 2011 où il établissait une équivalence entre Marine Le Pen et Jean-Luc Mélenchon.

### Vie privée
Il a eu quatre enfants.

## Œuvres

### Recueils de dessins de Plantu
- Ça manque de femmes ! Éditions La Découverte / Le Monde, 1986  (ISBN 2-7071-1653-X)
- A la soupe ! Éditions La Découverte / Le Monde, 1987  (ISBN 2-7071-1728-5)
- Wolfgang, tu feras informatique ! Éditions La Découverte / Le Monde, 1988  (ISBN 2-7071-1750-1)
- Ouverture en bémol, Éditions La Découverte / Le Monde, 1988  (ISBN 2-7071-1794-3)
- Des fourmis dans les jambes, Le Monde, 1989
- C'est la lutte finale, Éditions La Découverte / Le Monde, 1990  (ISBN 2-7071-1946-6)
- Un vague souvenir, Le Monde Éditions, 1990  (ISBN 2-87899-009-9)
- Ici Maastricht ! les européens parlent aux européens ! Le Monde, 1991
- Reproche-Orient, Le Monde Éditions, 1991 (ISBN 2-87899-021-8)
- Le président hip-hop ! Le Monde Éditions, 1991  (ISBN 2-87899-034-X)
- Le douanier se fait la malle, Le Monde Éditions, 1992  (ISBN 2-87899-044-7)
- Impressions japonaises, Éditions Denoël, 1993  (ISBN 2-207-24154-8)
- Cohabitation à l'eau de rose, Le Monde Éditions, 1993  (ISBN 2-87899-076-5)
- Le pire est derrière nous, Le Monde Éditions, 1995  (ISBN 2-87899-097-8)
- Le petit communiste illustré, Éditions du Seuil, 1995  (ISBN 2-02-023163-8)
- Le petit Mitterrand illustré, Éditions du Seuil, 1995  (ISBN 2-02-023159-X)
- Le petit Chirac et Le petit Balladur illustré, Éditions du Seuil, 1995  (ISBN 2-02-023160-3)
- Le petit raciste illustré, Éditions du Seuil, 1995  (ISBN 2-02-023162-X)
- Magic Chirac, Le Monde Éditions, 1996  (ISBN 2-87899-112-5)
- Les années vaches folles, Le Monde Éditions, 1996  (ISBN 2-87899-136-2)
- Pas de photos ! Le Monde Éditions, 1997  (ISBN 2-87899-157-5)
- Le petit juge illustré, Éditions du Seuil, 1999  (ISBN 2-02-037604-0)
- L'année 1999, Éditions du Seuil, 1999  (ISBN 2-02-038696-8)
- Cassettes mensonges et vidéo, Éditions du Seuil, 2000  (ISBN 2-02-047444-1)
- Wanted, Éditions du Seuil, 2001  (ISBN 2-02-051907-0)
- Le nouveau petit Chirac illustré, Éditions du Seuil, 2002  (ISBN 2-02-052407-4)
- Le petit Jospin illustré, Éditions du Seuil, 2002  (ISBN 2-02-052408-2)
- Le troisième homme illustré, Éditions du Seuil, 2002  (ISBN 2-02-052410-4)
- Le petit écologiste illustré, Éditions du Seuil, 2002  (ISBN 2-02-052409-0)
- La France à la baguette, Éditions du Seuil, 2002  (ISBN 2-02-056775-X)
- Plantu sculpture et dessin, Éditions des musées de la Ville de Paris, 2003  (ISBN 2-87900-556-6)
- Ils pourraient dire merci, Éditions du Seuil, 2004  (ISBN 2-02-062846-5)
- A quoi ça rime ? Éditions du Seuil, 2005  (ISBN 2-02-084751-5)
- Je ne dois pas dessiner..., Éditions du Seuil, 2006  (ISBN 978-2-02-0902847)
- La présidentielle 2007 vue par Plantu, Éditions du Seuil, 2007  (ISBN 978-2-02-094347-5)
- Racaille Le Rouge, Éditions du Seuil, 2007  (ISBN 978-2-02-096599-6)
- Petite histoire de la chute du communisme illustrée par Éditions du rocher, 2008  (ISBN 978-2-268-06682-0)
- Un boulevard pour Sarko, Éditions du Seuil, 2008  (ISBN 978-2-02-098445-4)
- Le Best of Sarko, Éditions Points, 2009  (ISBN 978-2-7578-1093-4)
- Bas les masques ! Éditions du Seuil, 2009  (ISBN 978-2-02-100411-3)
- Tête de Gondole, Éditions du Seuil, 2010  (ISBN 978-2-02-103477-6)
- Drôle de peuple - Komisches Volk! Dessins sur l'Allemagne - Politische Karikaturen zu Deutschland. Édité et commenté par Walther Fekl, Schaltzeit Verlag, Berlin 2011,  (ISBN 978-3-941362-11-6)
- Les figures de style illustrées par des dessins Plantu, de Laurence Caillaud-Roboam, Éditions Hatier-Bescherelle, 2011  (ISBN 978-2-218-94960-9)
- Les conseils de tonton DSK, Éditions du Seuil, 2011  (ISBN 978-2-02-106170-3)
- On a marché sur les urnes - Présidentielle 2012, Éditions du Seuil, 2012  (ISBN 978-2-02-107378-2)
- La Pépère-mobile, Éditions du Seuil, 2012  (ISBN 978-2-02-109200-4)
- Sarko, sors de ce corps !!, Éditions du Seuil, 2013  (ISBN 978-2-02-113488-9)
- Arts, lettres, chansons, cinéma... dans les dessins de Plantu, de Laurence Caillaud-Roboam, Éditions Hatier-Bescherelle  (ISBN 978-2-218-96524-1)
- Voleuse de Rêves, Petit pamphlet contre la gauche au pouvoir, Éditions du Seuil, 2014  (ISBN 978-2-02-121044-6)
- Souris et tais-toi ! Petit lexique de l'autocensure, Éditions du Seuil, 2015  (ISBN 978-2-02-128815-5)
- Les toutous du Président, Éditions du Seuil, 2016  (ISBN 978-2-02-137593-0)
- Plantu, 50 ans de dessin de presse, Éditions BnF/Calmann Lévy, 2018  (ISBN 978-2-7021-5345-1)
- 10 bonnes raisons de ne pas se faire sauter, Éditions du Seuil, 2018  (ISBN 978-2-02-140679-5)
- Drôle de climat, Paris, Seuil, 2019
- L'année de Plantu, état d'urgence, Calmann-Lévy, 2020  (ISBN 978-2-7021-8217-8)
- Les années fioles, Paris, Calman-Levy, 2021
- L'Année de Plantu 2022. Sale temps pour la planète, Calman-Levy, 2022
- L'Année de Plantu 2023. Marianne, ne vois-tu rien venir ?, Calman-Levy, 2023
- L'Année de Plantu 2024. Merci qui ?, Calman-Levy, 2024

### Autres publications et ouvrages collectifs
- Aux larmes citoyens, collectif, supplément à Jule no 6, préface de Patrick Font, 1985.
- Permis de croquer, un tour du monde du dessin de presse, Ed. Paris bibliothèques / Seuil, 2008  (ISBN 978-2-02-099035-6)
- Dégage ! Tunisie, Égypte, Liban, Syrie : le temps des révolutions. Éditions Fetjaine, 2011  (ISBN 978-2-35425-340-0)
- Plantu et les 77 dessinateurs… Dictateurs, Racistes, pollueurs, sexistes, fauteurs de guerre… Foutez-nous la paix ! Beaux-Arts éditions, 2011  (ISBN 978-2-84278-750-9)
- 12 septembre, l'Amérique d'après, Casterman, 2011  (ISBN 978-2-203-03517-1)
- 100 cartoons by Cartooning for Peace for Press Freedom, Reporters Without Borders, 2013  (ISBN 978-2-362200-22-9)
- I have a Dream, un nouveau monde se dessine, Michel et Gilles Vanderpooten, Laurent Deloire, Steinkis Éditions, 2013  (ISBN 979-10-90090-34-7)
- Caricaturistes, fantassins de la démocratie, Actes Sud, 2014  (ISBN 978-2-330-03611-9)
- Tous migrants !, Éditions Gallimard Loisirs / Cartooning for Peace 2017  (ISBN 978-2-7424-4939-2)
- Place aux femmes, Éditions Gallimard Loisirs / Cartooning for Peace 2017  (ISBN 978-2-7424-4938-5)
- Désunion européenne, Éditions Gallimard Loisirs / Cartooning for Peace 2017  (ISBN 978-2-7424-4940-8)
- Détrumpez-vous !, Éditions Gallimard Loisirs / Cartooning for Peace 2017  (ISBN 978-2-7424-4941-5)
- La Politique expliquée aux enfants (et aux autres), Éditions Scup-La Déviation 2017  (ISBN 979-10-96373-03-1)
- Le dessin de presse dans tous ses États, Éditions Gallimard / Cartooning for Peace 2018  (ISBN 978-2-07-019742-2)
- Ça chauffe pour la planète !, Éditions Gallimard Loisirs / Cartooning for Peace 2018  (ISBN 978-2-7424-5276-7)
- Poutine super tsar, Éditions Gallimard Loisirs / Cartooning for Peace 2018  (ISBN 978-2-7424-5274-3)
- Africa avec René Guitton, Éditions Calmann-Levy/Cartooning for peace, avec en couverture un dessin d'Alaa Satir, Calmann-Lévy, 2021
- Plantu, Reza, Regards croisés, Editions Gallimard (Album Beaux Livres), 2021  (ISBN 9782072943744)
- La Politique expliquée aux enfants, avec Denis Langlois, Éditions La Déviation, 2022  (ISBN 979-1-0963-7342-0)

### Filmographie
- 1986 : Itinéraire d'un dessin de Plantu et Le 10000e dessin de Plantu, films réalisés par Laurent Charpentier.
- 1996 : Plantu : Le dessin de presse, film réalisé par Pierre Bischoff (interview de Jean Plantu par Sonia Pelletier-Gautier), CRDP Strasbourg.
- 2006 : L'état, fou du volant, film réalisé par Sonia Pelletier-Gautier : film documentaire construit avec des dessins de Plantu et des interviews (notamment d'hommes et de femmes politiques, de hauts fonctionnaires et de Plantu).
- 2008 : Plantu: L'éditorial en caricature, film réalisé par Julien Plantureux (Isis).
- 2014 : Caricaturistes, fantassins de la démocratie, film documentaire français de Stéphanie Valloatto, produit par Radu Mihaileanu.